# Condado de Sherman (Nebraska)
El condado de Sherman (en inglés: Sherman County), fundado en 1871 y con su nombre en honor al general William Tecumseh Sherman, es un condado del estado estadounidense de Nebraska. En el año 2000 tenía una población de 3.318 habitantes con una densidad de población de 2 personas por km². La sede del condado es Loup City.

## Geografía
Según la oficina del censo el condado tiene una superficie total de 1481 km² (571,8 mi²), de los que 1466 km² (566 mi²) son tierra y 16 km² (6,2 mi²) (1,01%) son agua.

## Condados adyacentes
- Condado de Howard - este
- Condado de Buffalo - sur
- Condado de Custer - oeste
- Condado de Valley - norte
- Condado de Greeley - noreste

## Demografía
Según el censo del 2000 la renta per cápita media de los habitantes del condado era de 28.646 dólares y el ingreso medio de una familia era de 34.821 dólares. En el año 2000 los hombres tenían unos ingresos anuales 23.065 dólares frente a los 17.269 dólares que percibían las mujeres. El ingreso por habitante era de 14.064 dólares y alrededor de un 12,90% de la población estaba bajo el umbral de pobreza nacional.

## Ciudades y pueblos
- Ashton
- Hazard
- Litchfield
- Loup City
- Rockville